# Publius Valerius Laevinus
Pour les articles homonymes, voir Valerius Laevinus.
Publius Valerius Laevinus est un homme politique romain, consul en 280 av. J.-C. avec Tiberius Coruncanius.
Il entra en charge comme consul vers le 20 mai 280 du calendrier julien, et à ce titre, fut le commandant des troupes romaines lors de la bataille d'Héraclée contre le roi d'Épire Pyrrhus Ier. Il compléta le recrutement des quatre légions placées sous ses ordres et qui s’élevaient à une quarantaine de mille hommes, le double des effectifs consulaires habituels. De nouvelles émissions de didrachmes d’argent au nom de Rome garantirent le versement des soldes. Malgré la supériorité numérique qu’il eut ainsi sur son adversaire, cette bataille se solda par la défaite des troupes romaines, qui eurent à déplorer environ sept mille tués et une foule de prisonniers. À l’issue des combats, Publius Valerius Laevinus se retira avec le reste de ses troupes vers l’Apulie.